# Elezioni locali in Corea del Nord del 1949
Nel 1949 in Corea del Nord si tennero tre elezioni locali.
Le elezioni delle assemblee popolari provinciali, cittadine, di contea e di distretto si tennero il 30 marzo e videro l'elezione di 689 deputati delle assemblee provinciali e di 5 164 deputati delle assemblee cittadine e di contea.
Le elezioni delle giunte popolari si tennero tra il 24 e il 25 novembre, e videro l'elezione di 13 354 deputati.
Le elezioni delle assemblee popolari delle città, delle frazioni, dei villaggi e dei distretti operai si tennero il 2 dicembre, e videro l'elezione di 56 112 deputati.
L'affluenza fu del 100% e i candidati ricevettero un tasso di approvazione del 100%.